# Район имени Лазо
Райо́н и́мени Лазо́ — административно-территориальная единица (район) и муниципальное образование (муниципальный район) в Хабаровском крае Российской Федерации.
Административный центр — посёлок городского типа Переяславка, расположен на федеральной автотрассе «Уссури» и на Транссибирской магистрали, стоит на реке Кия. Расстояние от Переяславки до Хабаровска около 65 км (на север).

## География
Район имени Лазо находится в южной части Хабаровского края и занимает территорию в 32,5 тыс. км2.
Район имени Лазо на севере граничит с Хабаровским районом, на северо-востоке — с Нанайским районом, на юге — с Вяземским районом, на юго-востоке — с Пожарским районом Приморского края, на востоке — с Тернейским районом Приморского края. Протяженность района с севера на юг составляет 280 км, с запада на восток — 260 км.
На западе по пограничной реке Уссури проходит российско-китайская граница.
Большую часть территории занимают низкогорья и среднегорья Сихотэ-Алиня, покрытые густым смешанным лесом.
Высшая точка района — гора Ко, 2003 м.
Территория района характеризуется сейсмичностью в 6-7 баллов.
Климат в муниципальном районе умеренный, муссонного типа, который характеризуется малооблачной и холодной зимой при преобладающих северо-западных ветрах, теплым или умеренно теплым летом с юго-восточными и южными ветрами и достаточными или даже обильными летними осадками.
Бо́льшая часть территории района имени Лазо — бассейны рек Хор (с притоками) и Кия. На севере района находятся истоки рек Сита, Обор, Немта и Мухен (бассейн Амура).
Реки замерзают в середине или в конце ноября, толщина льда к концу зимы достигает 0,8-1,2 м, небольшие реки промерзают до дна. Вскрываются реки во второй половине апреля. Низкие уровни (межень) на реках держаться с октября по март. Высокие подъемы уровня воды (на 2-3 м) бывают в период обильных летних дождей.
Для охраны и восстановления природных комплексов кедрово-широколиственных лесов и редких и исчезающих видов животных на территории района созданы государственные биологические заказники краевого значения «Матайский» и «Чукенский». Для сохранения и восстановления популяции дальневосточного аиста создан биологический заказник краевого значения «Аистиный», популяции отдельных видов животных из Красной книги (амурский тигр, амурский лесной кот, дальневосточный аист, гусь-сухонос, черный журавль, мандаринка, скопа, райская мухоловка) — заказник краевого значения «Бобровый» и др.
Важнейшие сырьевые ресурсы — лес, гравий, туф, золото, мрамор, выявлены запасы титановых руд.
Правый берег Уссури — пограничная зона, въезд по пропускам.

## История
25 января 1935 года постановлением ВЦИК из состава Вяземского района был выделен Веринский район, с центром в поселке Переяславка. 20 февраля 1935 постановлением ВЦИК был переименован, району присвоили имя героя гражданской войны Сергея Лазо.
Коренное население района — удэгейцы проживали по берегам рек Уссури, Хор, Кия. Основными занятиями были охота и рыбная ловля. Первые переселенцы с западных территорий России появились в 1858 году. Наиболее интенсивное заселение района началось с 1905 года.

## Население
| 1917    | 1935    | 1959    | 1970    | 1979    | 1989    | 1992    |
| ------- | ------- | ------- | ------- | ------- | ------- | ------- |
| 12 405  | ↗41 100 | ↗61 901 | ↗63 837 | ↘60 286 | ↗64 780 | ↘64 400 |
| 2000    | 2002    | 2004    | 2008    | 2009    | 2010    | 2011    |
| ↘59 300 | ↘52 568 | ↘52 366 | ↘49 624 | ↘49 476 | ↘46 185 | ↘46 053 |
| 2012    | 2013    | 2014    | 2015    | 2016    | 2017    | 2018    |
| ↘44 988 | ↘44 325 | ↘43 481 | ↘42 929 | ↘42 238 | ↘41 432 | ↘40 758 |
| 2019    | 2020    | 2021    | 2023    | 2024    | 2025    |         |
| ↘40 067 | ↘39 585 | ↘38 819 | ↘38 232 | ↘37 861 | ↘37 443 |         |

Плотность населения — 1.15 человека на 1 км2.

### Урбанизация
В городских условиях (рабочие посёлки Мухен, Переяславка и Хор) проживают 54,79 % населения района.

## Муниципально-территориальное устройство
В муниципальный район имени Лазо входит 21 муниципальное образование нижнего уровня, в том числе 3 городских и 18 сельских поселений:
| №        | Муниципальное образование   | Административный центр      | Количество населённых пунктов | Население      | Площадь, км² |
| -------- | --------------------------- | --------------------------- | ----------------------------- | -------------- | ------------ |
| 1e-06    | Городское поселение:        |                             |                               |                |              |
| 1        | Рабочий посёлок Мухен       | рабочий посёлок Мухен       | 1                             | ↘2936 (2023)   | 52,43        |
| 2        | Рабочий посёлок Переяславка | рабочий посёлок Переяславка | 1                             | ↘7815 (2023)   | 26,46        |
| 3        | Хорское                     | рабочий посёлок Хор         | 2                             | ↘10 386 (2023) | 44,55        |
| 3.000002 | Сельское поселение:         |                             |                               |                |              |
| 4        | Бичевское                   | село Бичевая                | 4                             | ↘1400 (2021)   | 27,45        |
| 5        | Гвасюгинское                | село Гвасюги                | 2                             | ↘367 (2021)    | 2,84         |
| 6        | Георгиевское                | село Георгиевка             | 3                             | ↘2169 (2021)   | 27,00        |
| 7        | Долминское                  | посёлок Долми               | 4                             | ↘575 (2021)    | 12,37        |
| 8        | Посёлок Дурмин              | посёлок Дурмин              | 1                             | ↘676 (2021)    | 13,37        |
| 9        | Посёлок Золотой             | посёлок Золотой             | 1                             | ↘232 (2021)    | 2,43         |
| 10       | Кондратьевское              | село Кондратьевка           | 4                             | ↘1548 (2021)   | 15,26        |
| 11       | Кругликовское               | село Кругликово             | 5                             | ↘572 (2021)    | 8,90         |
| 12       | Марусинское                 | село Марусино               | 4                             | ↗1067 (2021)   | 33,09        |
| 13       | Могилёвское                 | село Могилёвка              | 2                             | ↘2226 (2021)   | 18,91        |
| 14       | Оборское                    | посёлок Обор                | 3                             | ↗807 (2021)    | 15,09        |
| 15       | Полётненское                | село Полётное               | 3                             | ↗1436 (2021)   | 14,63        |
| 16       | Святогорское                | село Святогорье             | 2                             | ↘610 (2021)    | 11,50        |
| 17       | Посёлок Сидима              | посёлок Сидима              | 1                             | ↘629 (2021)    | 16,04        |
| 18       | Ситинское                   | посёлок Сита                | 4                             | ↘1309 (2021)   | 33,64        |
| 19       | Посёлок Сукпай              | посёлок Сукпай              | 1                             | ↘479 (2021)    | 7,63         |
| 20       | Черняевское                 | село Черняево               | 4                             | ↘1405 (2021)   | 27,42        |

1 января 2017 года сельские поселения «Село Гвасюги» и «Посёлок Среднехорский» были объединены в Гвасюгинское сельское поселение.

### Населённые пункты
В районе имени Лазо 52 населённых пункта, в том числе 3 городских (рабочих посёлка) и 49 сельских.
| №  | Населённый пункт        | Тип             | Население    | Муниципальное образование                       |
| -- | ----------------------- | --------------- | ------------ | ----------------------------------------------- |
| 1  | Аргунское               | село            | ↗10 (2021)   | Черняевское сельское поселение                  |
| 2  | База Дрофа              | посёлок         | ↘440 (2023)  | Хорское городское поселение                     |
| 3  | Бичевая                 | село            | ↘1151 (2021) | Бичевское сельское поселение                    |
| 4  | Васильевка              | село            | ↗108 (2021)  | Марусинское сельское поселение                  |
| 5  | Владимировка            | село            | ↘39 (2021)   | Кругликовское сельское поселение                |
| 6  | Второй Сплавной Участок | село            | ↗82 (2021)   | Марусинское сельское поселение                  |
| 7  | Гвасюги                 | село            | ↘211 (2021)  | Гвасюгинское сельское поселение                 |
| 8  | Георгиевка              | село            | ↘1186 (2021) | Георгиевское сельское поселение                 |
| 9  | Гродеково               | село            | ↘1165 (2021) | Могилёвское сельское поселение                  |
| 10 | Дальневосточное         | село            |              | Кругликовское сельское поселение                |
| 11 | Долми                   | посёлок         | ↘238 (2021)  | Долминское сельское поселение                   |
| 12 | Дрофа                   | село            | ↘518 (2021)  | Кондратьевское сельское поселение               |
| 13 | Дурмин                  | посёлок         | ↘676 (2021)  | сельское поселение «Посёлок Дурмин»             |
| 14 | Екатеринославка         | село            | ↘643 (2021)  | Георгиевское сельское поселение                 |
| 15 | Змейка                  | посёлок         | ↘2 (2021)    | Ситинское сельское поселение                    |
| 16 | Зоевка                  | село            | ↘151 (2021)  | Кругликовское сельское поселение                |
| 17 | Золотой                 | посёлок         | ↘232 (2021)  | сельское поселение «Посёлок Золотой»            |
| 18 | Каменец-Подольск        | село            | ↘56 (2021)   | Святогорское сельское поселение                 |
| 19 | Катэн                   | посёлок         | ↘83 (2021)   | Долминское сельское поселение                   |
| 20 | Киинск                  | село            | ↘435 (2021)  | Черняевское сельское поселение                  |
| 21 | Кия                     | посёлок         | ↘110 (2021)  | Бичевское сельское поселение                    |
| 22 | Кондратьевка            | село            | ↘287 (2021)  | Кондратьевское сельское поселение               |
| 23 | Кругликово              | посёлок станции | ↘56 (2021)   | Кругликовское сельское поселение                |
| 24 | Кругликово              | село            | ↗320 (2021)  | Кругликовское сельское поселение                |
| 25 | Кутузовка               | посёлок         | ↘90 (2021)   | Бичевское сельское поселение                    |
| 26 | Марусино                | село            | ↗485 (2021)  | Марусинское сельское поселение                  |
| 27 | Могилёвка               | село            | ↘1061 (2021) | Могилёвское сельское поселение                  |
| 28 | Мухен                   | рабочий посёлок | ↗2988 (2024) | городское поселение Рабочий посёлок Мухен       |
| 29 | Невельское              | село            | ↘67 (2021)   | Черняевское сельское поселение                  |
| 30 | Новостройка             | посёлок         | ↘621 (2021)  | Кондратьевское сельское поселение               |
| 31 | Обор                    | посёлок         | ↘560 (2021)  | Оборское сельское поселение                     |
| 32 | Павленково              | село            | ↘340 (2021)  | Георгиевское сельское поселение                 |
| 33 | Переяславка             | рабочий посёлок | ↘7692 (2024) | городское поселение Рабочий посёлок Переяславка |
| 34 | Петровичи               | село            | ↘267 (2021)  | Полётненское сельское поселение                 |
| 35 | Полётное                | село            | ↘1043 (2021) | Полётненское сельское поселение                 |
| 36 | Прудки                  | село            | ↘126 (2021)  | Полётненское сельское поселение                 |
| 37 | Святогорье              | село            | ↘554 (2021)  | Святогорское сельское поселение                 |
| 38 | Сидима                  | посёлок         | ↘629 (2021)  | сельское поселение «Посёлок Сидима»             |
| 39 | Сита                    | посёлок         | ↘1272 (2021) | Ситинское сельское поселение                    |
| 40 | Соколовка               | село            | ↗392 (2021)  | Марусинское сельское поселение                  |
| 41 | Солонцовый              | посёлок         | ↘182 (2021)  | Долминское сельское поселение                   |
| 42 | Среднехорский           | село            | ↘156 (2021)  | Гвасюгинское сельское поселение                 |
| 43 | Сукпай                  | посёлок         | ↘479 (2021)  | сельское поселение «Посёлок Сукпай»             |
| 44 | Третий Сплавной Участок | посёлок         | ↘49 (2021)   | Бичевское сельское поселение                    |
| 45 | Хака                    | село            | ↘122 (2021)  | Кондратьевское сельское поселение               |
| 46 | Хор                     | рабочий посёлок | ↘9835 (2025) | Хорское городское поселение                     |
| 47 | Черняево                | село            | ↘893 (2021)  | Черняевское сельское поселение                  |
| 48 | Шаповаловка             | село            | ↘2 (2021)    | Ситинское сельское поселение                    |
| 49 | Южный                   | посёлок         | ↘72 (2021)   | Долминское сельское поселение                   |
| 50 | 34 км                   | посёлок         | ↘33 (2021)   | Ситинское сельское поселение                    |
| 51 | 43 км                   | посёлок         | ↗235 (2021)  | Оборское сельское поселение                     |
| 52 | 52 км                   | посёлок         | ↘12 (2021)   | Оборское сельское поселение                     |

В 2018 году был образован новый населённый пункт, село Дальневосточное.

## Экономика

Переяславка, вид из окна поезда, следующего по Транссибу.

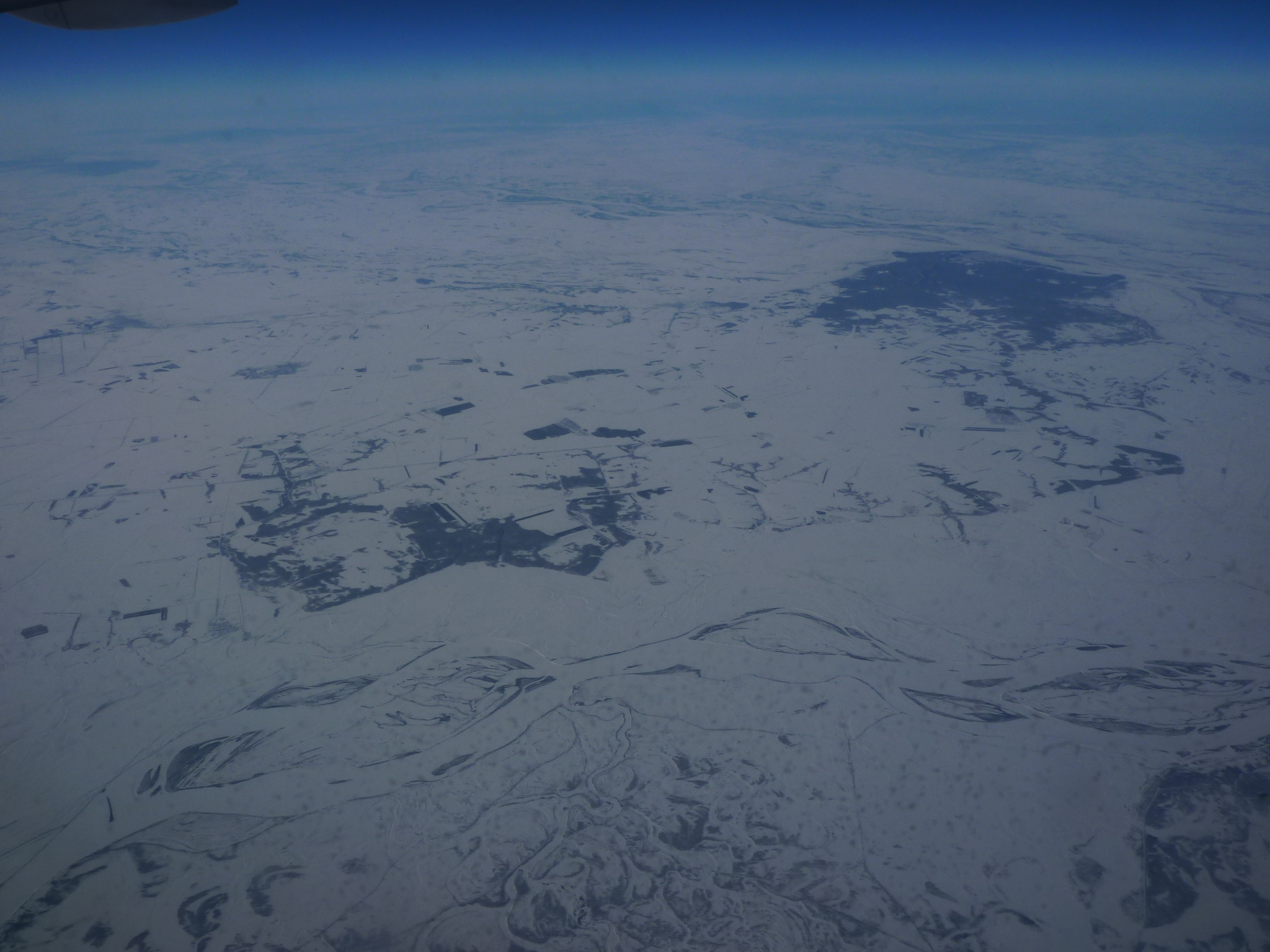
Уссури (вид с российской стороны) разделяет район имени Лазо и китайский уезд Фуюань.

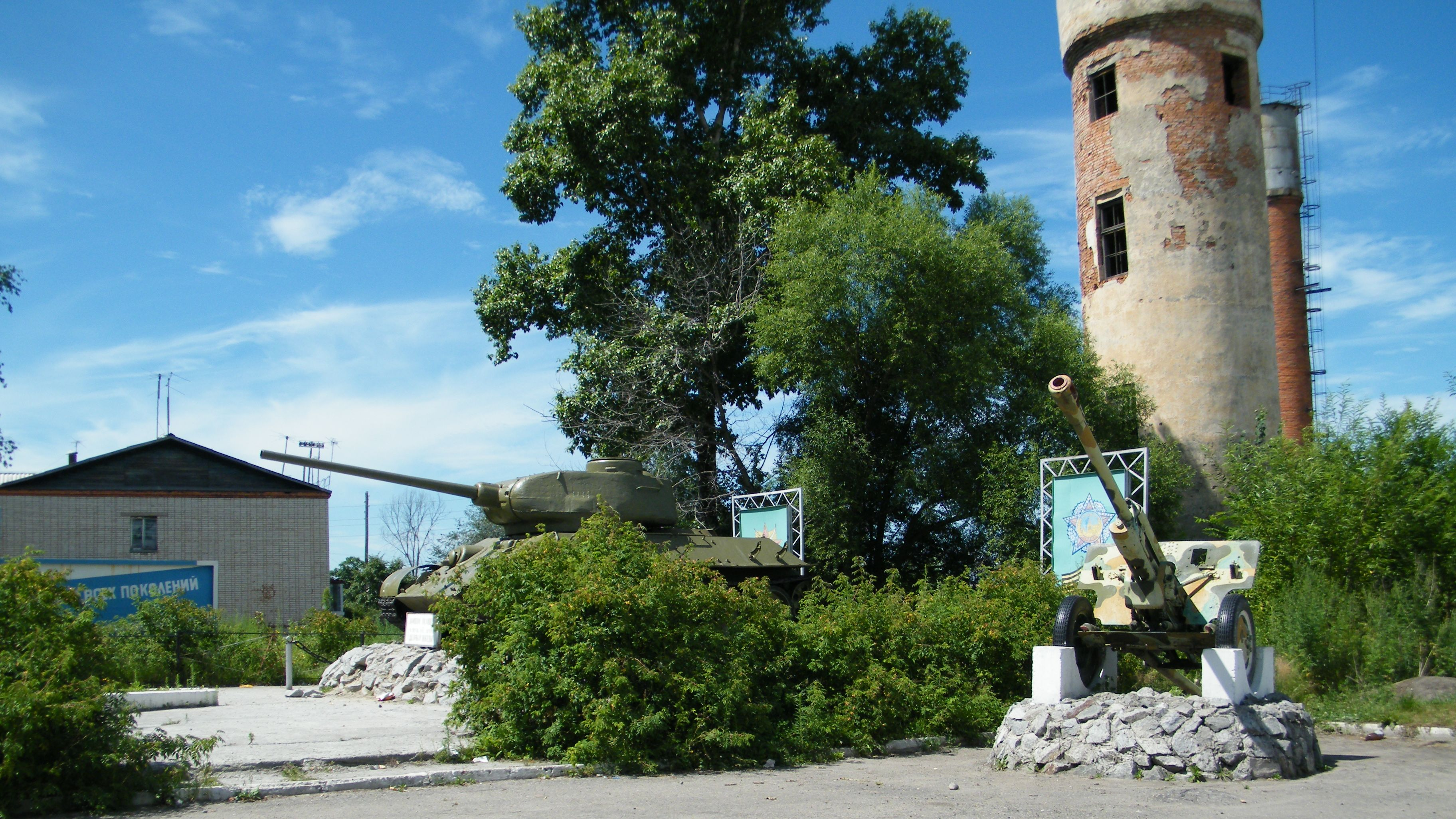
Переяславка, военная техника времён Великой Отечественной войны перед зданием районного военкомата.

Основными отраслями экономики района являются: сельское хозяйство, пищевая промышленность, заготовка и переработка леса, золотодобыча.
Готово к отработке месторождение золота Дурмин, в настоящее время здесь идёт активный поиск инвестора. На участке «Корейский» (северный фланг месторождения «Дурмин») прогнозные ресурсы недр оцениваются по категории Р3 и составляют 5 т, по категории Р2 — 3 т (протокол НТС Дальгеолкома, январь 1998 г). Мухенская площадь имеет сходное геолого-геоморфологическое строение с находящимися в непосредственной близости Матайским и Катэнским рудно-россыпными узлами и по аналогии ресурсный потенциал её составляет по категории Р3 — 2000 кг, а по участку недр 500 кг (Протокол НТС Дальнедра от 03.10.2010 г. № 70-р).

## Транспорт

### Железнодорожный транспорт
По территории района проходит Транссибирская железнодорожная магистраль (50 км).
Крупные железнодорожные станции — Кругликово, Верино и Хор.
От станции Кругликово начиналась ведомственная лесовозная Оборская железная дорога, в XXI веке разобрана.

### Автомобильный транспорт
По территории района проходит автомагистраль федерального значения «Уссури» (Хабаровск — Владивосток).
Через посёлки Сита и Долми проходит строящаяся федеральная автомобильная дорога «Восток» (Хабаровск — Находка).
Автодороги краевого значения:
- Владимировка — Сукпай;
- Переяславка — Черняево;
- Переяславка — Кутузовка;
- Хор — Каменец-Подольск.

Протяжённость дорог общего пользования — 357 километров.